# 21.º Prêmio Jabuti
O 21º Prêmio Jabuti foi realizado em 1979, premiando obras literárias referentes a lançamentos de 1978.

## Prêmios
Os premiados foram:
- Mário Donato, Partidas Dobradas - Romance
- Sônia Coutinho, Contos/crônicas/novelas
- Lélia Coelho Frota, Poesia
- Davi Arrigucci Júnior, Estudos literários (Ensaios)
- Cyro dos Anjos, Biografia e/ou memórias
- Augusto de Campos, Tradução de obra literária
- Joel Rufino dos Santos, Literatura infantil
- Adofo Crippa, Ciências humanas (exceto Letras)
- Cláudio L. Lucchesi, Tomasz Kowaltowski, Janos Simon, Imre Simon e Istvan Simon, Ciências exatas
- Mário Guimarães Ferri, Ciências naturais
- Maurício Prates de Campos Filho, Ciências (Tecnologia)
- Eugênio Amado, Tradução de obra científica
- Hélio Pólvora e Telmo Padilha, Melhor produção editorial – obra avulsa
- Mário de Andrade, Melhor livro de arte
- Correio do Povo, Melhor crítica e/ou notícia literária jornais
- Martha Azevedo Pannunzio, Prêmio Jannart Moutinho Ribeiro
- Alceu Amoroso Lima, Personalidade literária do ano

## Ver Também
- Prêmio Prometheus
- Os 100 livros Que mais Influenciaram a Humanidade
- Nobel de Literatura